# Andreas von Tuhr
Andreas von Tuhr (1864–1925) foi um jurista russo-alemão, cujo trabalho sobre as concepções fundamentais do direito privado dentro da tradição civilista (romano-germânica) tem uma importância duradoura.
Von Tuhr nasceu em São Petersburgo, em uma família Russa de ascendência Alemã no dia 14 de fevereiro de 1864. Quando era criança, eles se mudaram para a Alemanha. Estudou nas universidades de Heidelberg, Leipzig e Estrasburgo, e foi muito influenciado por Bernhard Windscheid e Ernst Bekker.
Ele obteve seu doutorado summa cum laude , em 1885, em Heidelberg, onde seu Der Nothstand im Civilrecht (Estado de Emergência no Direito Civil)  foi publicado em 1888. Em 1891 foi nomeado professor na Universidade de Basileia, e foi promovido a professor catedrático em 1893. Casou-se com Johanna Rentzell em 1892.
Em 1898 foi nomeado a uma cadeira na Universidade de Estrasburgo e posteriormente, tornou-se reitor da universidade. Foi onde ele escreveu sua obra seminal Der Allgemeine Teil des Deutschen Bürgerlichen Rechts (Visão Geral do Direito Civil Alemão), de 1910 a 1918. Quando a região da Alsácia-Lorena foi designada para domínio Francês, no final de 1918, ele teve que deixar seu posto. Após dois anos na Alemanha, retornou à Suíça ao assumir uma cadeira na Universidade de Zurique. Lá, ele escreveu uma grande obra sobre os direitos de obrigações Suiços, Allgemeiner Teil des schweizerischen Obligationenrechts, publicado pouco antes de sua morte, em 16 de dezembro de 1925.
Seu apego emocional à Rússia permaneceu por toda a sua vida, e ele manteve sua cidadania russa, apesar de se tornar também cidadão alemão como adulto.
"Um representante clássico da doutrina do direito civil na tradição pandectista Alemã" e "um dos mais célebres juristas de direito civil de seu tempo", a influência de seus pensamentos não se limitava à Alemanha e à Suiça. Seu livro, Der allgemeine Teil des deutschen bürgerlichen Rechts "é, apesar de seu título, de relevância européia, e não apenas Alemã". Essa obra foi traduzida duas vezes à lingua espanhola. A biblioteca de direito civil da Universidade de Kioto foi composta por obras da coleção pessoal de von Tuhr e recebeu seu nome em sua homenagem.